# Kakavadzor, Aragatsotn
Kaqavadsor là một đô thị thuộc tỉnh Aragatsotn, Armenia. Dân số ước tính năm 2011 là 1160 người.